# Жеро д'Орияк
Жеро д'Орияк (на френски: Géraud d'Aurillac) е френски благородник и светец.

## Живот
Роден е около 855 година в Орияк в Оверн във видно гало-римско семейство. Наследява значителни поземлени владения и силно религиозен, основава Ориякското абатство, което през следващите столетия е важен религиозен център и оказва влияние върху основаното малко по-късно Клюнийско абатство.
Жеро д'Орияк умира на 13 октомври 909 година в Сен Сирг или в Сезан. След смъртта си е приет за светец от населението в региона и Църквата отбелязва паметта му на 13 октомври.